# Louis-Christophe Zaleski-Zamenhof

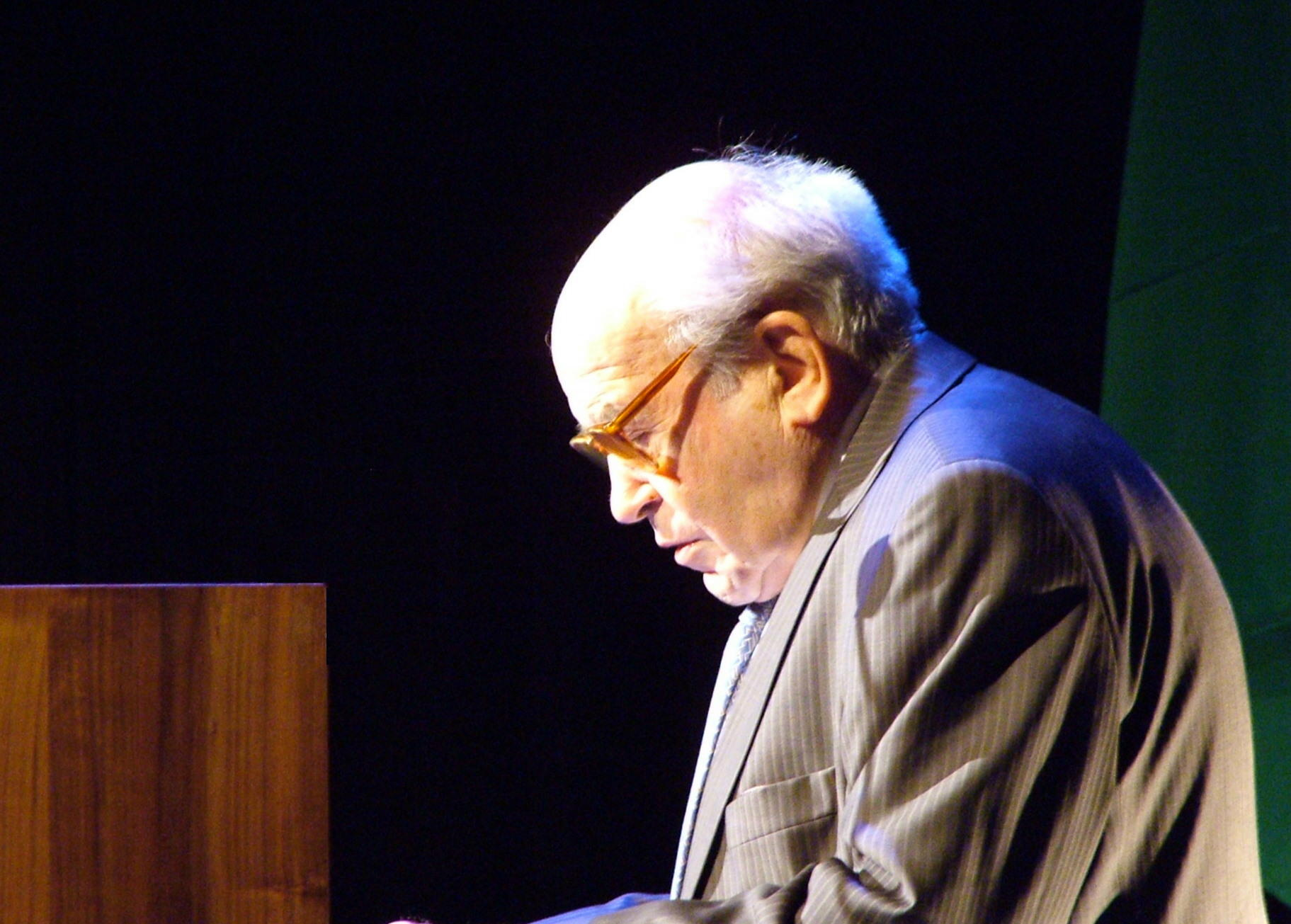
Krzysztof Zamenhof-Zaleski podczas Światowego Kongresu Esperanto w Rotterdamie, 2008

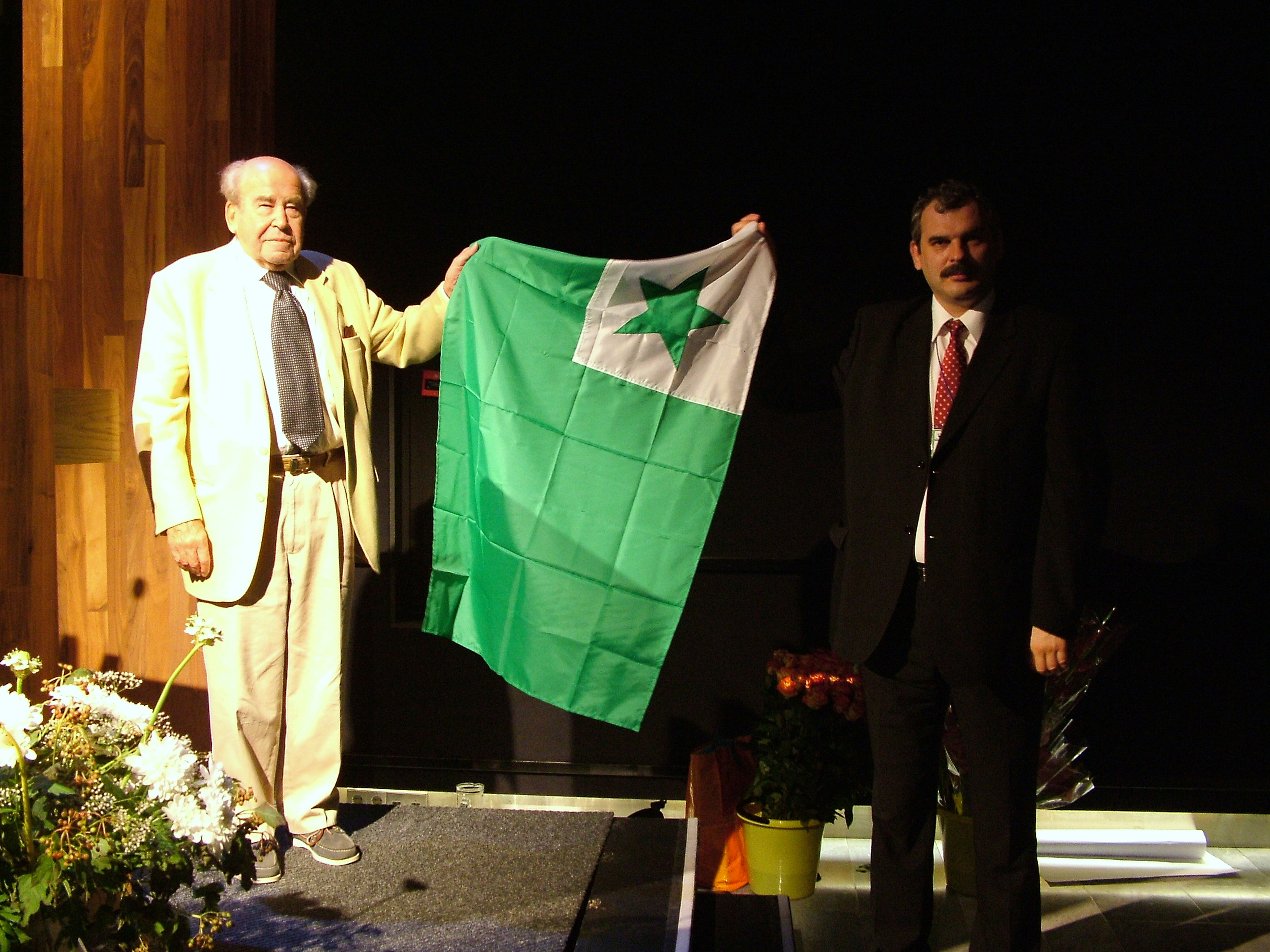
Krzysztof Zamenhof-Zaleski podczas Światowego Kongresu Esperanto w Rotterdamie, 2008

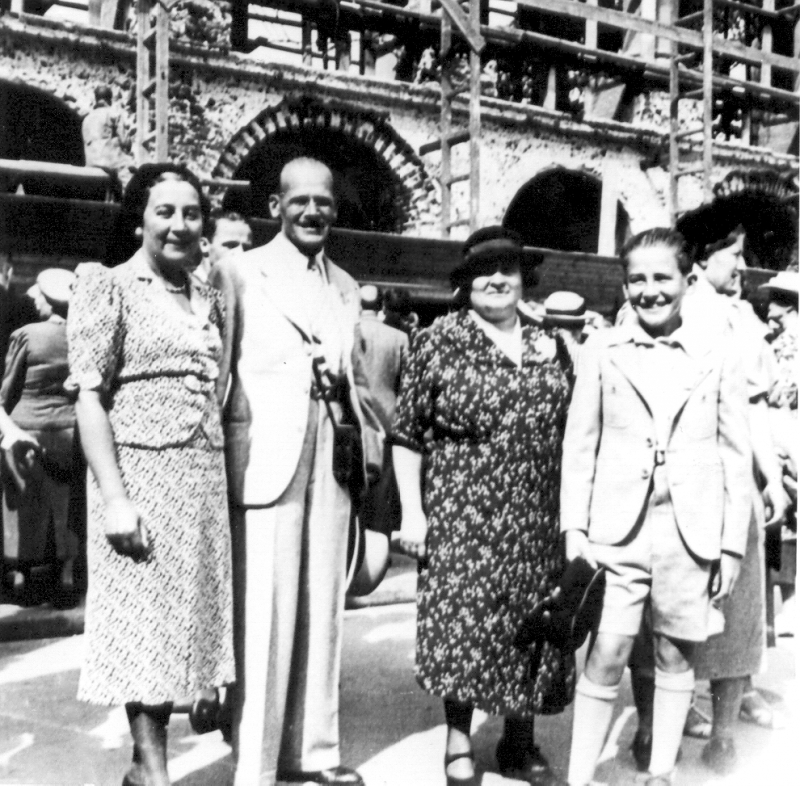
Ludwik-Krzysztof Zaleski-Zamenhof (pierwszy z prawej) z rodziną, ok. 1935

Ludwik Krzysztof Zamenhof-Zaleski (fr. Louis-Christophe Zaleski-Zamenhof; ur. 23 stycznia 1925 w Warszawie, zm. 9 października 2019 w Antony pod Paryżem) – polski inżynier-konstruktor, esperantysta, wnuk Ludwika Zamenhofa.

## Życiorys
Urodził się w Warszawie jako syn Adama Zamenhofa (1888–1940) i Wandy z domu Frenkel (1893–1954). Podczas II wojny światowej wraz z najbliższą rodziną został przesiedlony do getta warszawskiego. W sierpniu 1942 udało mu się wydostać z Umschlagplatzu, skąd wywieziono go jako nieżywego. Po aryjskiej stronie ukrywali się pod przybranym nazwiskiem Zaleski.
Po zakończeniu wojny studiował na Politechnice Warszawskiej (1946–1949), którą ukończył jako inżynier budownictwa. Później pracował na uczelni i uzyskał stopień doktora. Zajmował się głównie technologią betonu sprężonego, razem z Feliksem Jaworskim i Zygmuntem Kleczkowskim napisał pierwszą książkę w języku polskim na ten temat (Beton strunowy, Warszawa 1953).
Zaleski-Zamenhof ożenił się w 1949 z Krystyną Tyszka i miał z nią dwie córki: Hannę Zamenhof-Zaruską (ur. 1953) i Margaret Zaleski-Zamenhof (ur. 1958). W 1959 wyemigrował do Francji i aż do śmierci mieszkał w Paryżu. Jego drugą żoną była Juliette Sekrecka.
Był profesorem politechniki w Mediolanie oraz Wyższej Szkoły Architektury w Paryżu. Zaprojektował m.in. Stadion Olimpijski w Montrealu i krzyż-pomnik generała Charles’a de Gaulle’a w Colombey-les-Deux-Églises, korzystając z technologii betonu sprężonego. Napisał ponad sto publikacji naukowych w języku polskim, francuskim, angielskim i esperanto.
W 1993 przeszedł na emeryturę i zaczął aktywnie promować esperanto, język stworzony w 1887 przez jego dziadka. Uczestniczył w konferencjach i kongresach esperanckich, reprezentując na nich rodzinę Zamenhof. W 2001 ukazała się książka pt. Ulica Zamenhofa, wywiad-rzeka, który z Zaleskim-Zamenhofem przeprowadził Roman Dobrzyński. Dwa lata później została wydana wersja esperancka, którą przetłumaczono na kilkanaście języków.
Z jego inicjatywy ustanowiono Medal Tolerancji, który w 1999 wręczył Janowi Pawłowi II, oraz zorganizowano w Białymstoku 94. Światowy Kongres Esperanto w 2009. Od 2007 Honorowy Obywatel Białegostoku.